# Guilherme de Loarte
Guilherme de Loarte é um beato da igreja católica. Foi mercedário do Mosteiro de Valladolid (Espanha), onde passou a vida estudando. Morreu no mesmo mosteiro de Loarte.